# Distrikt Carhuaz
Der Distrikt Carhuaz liegt in der Provinz Carhuaz der Region Ancash im zentralen Westen Perus. Der Distrikt wurde am 25. Juli 1857 gegründet. Er hat eine Fläche von 194,62 km². Beim Zensus 2017 lebten 15.122 Einwohner im Distrikt. Im Jahr 1993 lag die Einwohnerzahl bei 11.439, im Jahr 2007 bei 13.836. Verwaltungssitz ist die am rechten Flussufer des Río Santa auf einer Höhe von 2638 m gelegene Provinzhauptstadt Carhuaz.

## Geographische Lage
Der Distrikt Carhuaz erstreckt sich quer über das Hochtal Callejón de Huaylas. Er hat eine Längsausdehnung von 30 km in WSW-ONO-Richtung und reicht vom Hauptkamm der Cordillera Negra im Westen bis zum Hauptkamm der Cordillera Blanca im Osten. Dort erhebt sich der 6122 m hohe Hualcán. Der äußerste Osten des Distrikts liegt innerhalb des Nationalparks Huascarán.
Der Distrikt Carhuaz grenzt im Nordwesten an die Distrikte Ataquero, Tinco und Shilla, im äußersten Nordosten an den Distrikt Chacas (Provinz Asunción), im Südosten an die Distrikte Marcará, Acopampa und Anta sowie im äußersten Südwesten an die Distrikte Pariacoto (Provinz Huaraz) und Shupluy (Provinz Yungay).